# 恶心
噁心（英文：Nausea），又稱反胃，在醫學上是指胃部不適或感到想嘔吐的症狀。噁心本身不是疾病，而是多種情況下產生症狀，其中許多與胃有關。頭暈可能會導致噁心。根據香港衞生署的意見，環境中的臭味除會令人感到煩燥不安外，亦可能會導致頭痛、噁心，甚至呼吸不暢順等。